# 浦幌十勝川
浦幌十勝川（うらほろとかちがわ）は、北海道十勝郡浦幌町を流れる一級河川。幹線流路延長約10.6km。浦幌十勝導水路で十勝川からの導水が実施されている。かつては十勝川本流であったが、河川改修により十勝川より分離され浦幌十勝川に改名した。

## 流路
北海道十勝郡浦幌町の十勝川左岸堤防に沿って南へ流れ、浦幌町字下浦幌付近で東に転じ、下頃辺川、浦幌川を合わせ、浦幌町字十勝太付近で太平洋に注ぐ。
上流域で工業用水やかんがい用水の利水がみられるが、十勝川流域に占める浦幌十勝川の水利用の割合は約1%である（発電を除く）。浦幌川合流後は川幅が広く、高水敷にはヨシなどの湿性群落が広がる。
浦幌町南部の中川郡豊頃町との境界にある愛牛地区で十勝岳より発した十勝川本流の水を支流の下頃辺川へ「浦幌十勝導水路」によって導いている。水門で流量を調節して下流域の湿地化を防いでいる。

## 歴史
昭和初期までの河口付近は、現在の浦幌十勝川である「十勝川」と今の十勝川本流である「大津川」に分かれて流れていた。低平湿地であることによる河川水位の低下と流下能力不足を解消するため2つの川を分離するとともに、河口閉塞防止のために浦幌十勝導水路を開削し、浦幌十勝川を十勝川水系に編入させた。
- 1956年（昭和31年）：浦幌十勝川で本格的な築堤を開始[1]。
- 1963年（昭和38年）：水害の解消のためトイトッキ地区に築堤を完成させ、旧十勝川（現浦幌十勝川）と大津川（現十勝川）の両川を分離[1]。
- 1982年（昭和57年）：浦幌十勝川の河口閉塞対策のため浦幌十勝導水路を開削[1]。
- 1983年（昭和58年）：浦幌十勝川を十勝川水系に編入[1]。

### 水害
1988年（昭和63年）11月、1989年（平成元年）6月、1998年（平成10年）9月、2001年（平成13年）9月、2003年（平成15年）8月に内水被害が発生している。

### アイヌによる先住権の主張
2020年8月17日、地域のアイヌ団体であるラポロアイヌネイションは、アイヌが河口から4km上流まで刺し網漁をしていた歴史があるとして、国や北海道に対して先住権（漁業権）があることの確認を求める裁判を起こした。

## 流域の自治体
北海道
十勝郡浦幌町

## 支流
- 下頃辺川
- 浦幌川